# Alexander Russell Webb

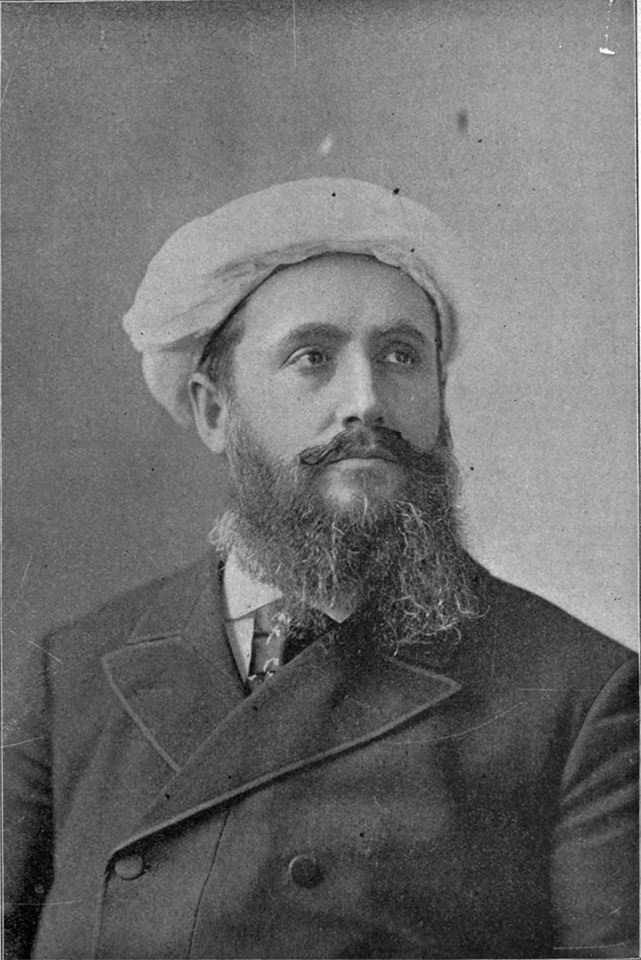
Alexander Russell Webb

Mohammed Alexander Russell Webb (* 9. November 1846 in Massachusetts, Vereinigte Staaten als Alexander Russell Webb; † 1. Oktober 1916 in Rutherford, New Jersey oder Hudson, New York) war ein amerikanischer Schriftsteller, Verleger und Konsul der Vereinigten Staaten auf den Philippinen. Er konvertierte 1889 zum Islam und wird von Historikern als der früheste prominente anglo-amerikanische Muslim-Konvertit angesehen. 1893 war er die einzige Person, die den Islam beim ersten Weltparlament der Religionen vertrat.

## Leben

### Frühes Leben
Webbs Vater, Alexander Nelson Webb, war ein führender Journalist seiner Zeit und hat möglicherweise die späteren journalistischen Unternehmungen seines Sohnes beeinflusst.
Webb erhielt seine frühe Bildung an der Home School in Glendale, Massachusetts und setzte seine Ausbildung fort, indem er das Claverack College besuchte, eine fortgeschrittene High School in der Nähe von Hudson, New York. Als er Herausgeber der Unionville Republican in Unionville, Missouri wurde, erkannte man schnell seine Fähigkeiten als Journalist. Diese Fähigkeiten führten dazu, dass ihm die Stelle des Stadtredakteurs beim renommierten St. Joseph Gazette in St. Joseph, Missouri angeboten wurde. Webb nahm die Herausforderung an und überzeugte mit seiner Leistung, was dazu führte, dass er zum stellvertretenden Herausgeber des Missouri Morning Journal befördert wurde. Später wurde er schließlich zum stellvertretenden Stadtredakteur der Missouri Republican in St. Louis, Missouri ernannt.
Während seiner Arbeit für die Missouri Republican wurde er im September 1887 von Präsident Cleveland zum Konsularvertreter der USA in Manila auf den Philippinen ernannt. Laut dem Herausgeber seines Buches The Three Lectures hatte er spätestens fünfzehn Jahre vor diesem Zeitpunkt jedes religiöse Konzept aufgegeben.

### Konversion zum Islam
Im Jahr 1886 wurde Webb durch die Werke von Mirza Ghulam Ahmad aus Qadian, Indien, dem Gründer der Ahmadiyya-Bewegung, mit dem Islam bekannt gemacht. Webb schrieb zwei Briefe an Ghulam Ahmad, in denen er erstmals seinen klaren Schritt in Richtung Islam zum Ausdruck brachte. Diese Briefe wurden dann in Ghulam Ahmads Buch Shahne-e-Haqq auf den Seiten 372 und 439 veröffentlicht. Zu diesem Zeitpunkt hatte Webb noch keinen Muslim getroffen, wurde aber von einem lokalen Parsi-Geschäftsmann mit mehreren Muslimen in Indien in Kontakt gebracht. Ein Zeitungsverleger, Budruddin Abdulla Kur aus Bombay, veröffentlichte mehrere von Webbs Briefen in seiner Zeitung. Ein örtlicher Geschäftsmann, Hajee Abdulla Arab, ein Anhänger von Ghulam Ahmad, sah diese Briefe und reiste nach Manila, um Webb zu treffen. 1888 erklärte er sich offiziell zum Muslim. Webb erkannte später Ghulam Ahmad als „einen Mann Gottes“ an, der ihn zum Islam geführt hatte. Obwohl Webb bis zu seinem Tod im Jahr 1916 in Kontakt mit Ahmadis blieb, verzeichnet die Ahmadiyya-Literatur nicht, ob Webb ein Ahmadi-Muslim war, noch zeigt seine Arbeit eine Loyalität gegenüber der eschatologischen Lehre der Ahmadiyya-Bewegung.
Obwohl Webb aufgrund seiner Überzeugungen auf einige Feindseligkeiten stieß, hinterfragte die amerikanische Presse, die über seine Aktivitäten berichtete, nicht seinen Patriotismus, sondern nannte ihn stattdessen „den Yankee-Mohammedaner.“

### Reisen in der muslimischen Welt
Nach dem Besuch plante Webb, eine Reise durch Indien zu unternehmen und dann in die USA zurückzukehren, um den Islam zu verbreiten. Bis zu diesem Zeitpunkt waren auch Webbs Ehefrau Ella G. Webb und ihre drei Kinder zum Islam konvertiert. Hajee Abdulla kehrte nach Indien zurück und sammelte Gelder für Webbs Tour. Webb besuchte Poona, Bombay, Kalkutta, Hyderabad und Madras und hielt in jeder Stadt Reden. In Indien äußerte er immer wieder seine Abneigung gegenüber den westlichen Einflüssen und deren Auswirkungen auf kolonisierte Muslime. Er betrachtete Muslime, die dem Westen blind nachahmten, dessen Kleidungsstil annahmen und ihr eigenes aufgaben, als dienend und unwürdig ihres reichen Erbes. Er sah sie als weit entfernt von einem echten islamischen Ethos und sagte: „Die einzigen Mohammedaner im ganzen Osten, die alkoholische Getränke trinken, sind diejenigen, die in England ausgebildet wurden und europäische Kleidung tragen. Ihr Kontakt mit christlichen Nationen hat sie moralisch verdorben, und sie haben sich von ihrer Religion entfernt.“
Im Jahr 1892 reiste er nach Ägypten und in die Türkei, wo er sein Studium des Islam fortsetzen konnte. Während seines Aufenthalts in Istanbul im Jahr 1893 trat er von seinem Posten im Außenministerium zurück und kehrte nach Amerika zurück.

### Spätes Leben

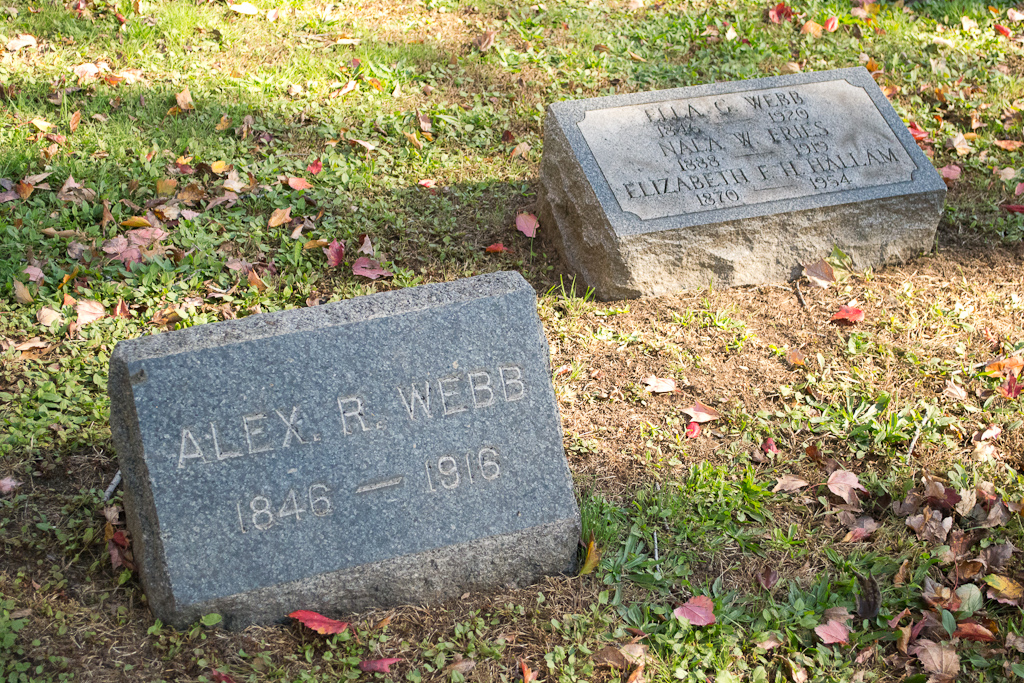
Grabstein von Alexander Russell Webb auf dem Hillside Cemetery

Nach seiner Rückkehr nach New York gründete er die Oriental Publishing Company in der 1122 Upper Broadway. Über diese Firma veröffentlichte er seine Schriften, einschließlich seines Hauptwerks Islam in America, das aus acht Kapiteln bestand:
1. Warum ich ein Mussulman wurde
2. Ein Überblick über den islamischen Glauben
3. Die fünf Säulen der Praxis
4. Der Islam in seinem philosophischen Aspekt
5. Polygamie und die Purdah
6. Beliebte Fehler widerlegt
7. Die Muslimischen Verteidigungskriege
8. Die amerikanische islamische Propaganda

Zusätzlich zu diesem Unternehmen startete er das Organ der American Muslim Propagation Movement namens Moslem World. Die erste Ausgabe erschien am 12. Mai 1893 und war den Interessen der amerikanischen islamischen Propaganda gewidmet und „um das Licht des Islam in Amerika zu verbreiten.“ Es dauerte sieben Monatsausgaben (Mai bis November 1893).
Webb war der Hauptvertreter des Islam beim Weltparlament der Religionen von 1893 in Chicago. Am 20. und 21. September 1893 hielt er zwei Reden. Seine Reden trugen den Titel Der Einfluss der sozialen Kondition und Der Geist des Islam und wurden in den großen zweibändigen Veröffentlichungen des Parlaments mit dem Titel The First World's Parliament of Religions (1894) veröffentlicht.

“Ich habe Vertrauen in den amerikanischen Verstand, in die amerikanische Intelligenz und in die amerikanische Liebe zur Fairness und ich fordere jeden intelligenten Menschen heraus, den Islam zu verstehen und nicht zu lieben.”

Für den Rest seines Lebens war er der wichtigste Sprecher für den Islam in Amerika. Viele der prominentesten Denker Amerikas hörten ihn über den islamischen Glauben sprechen, darunter auch Mark Twain.
Auf der Broadway in Manhattan gründete er eine kurzlebige Masjid (Moschee). Die Gründe für die Beendigung dieser Masjid sind unbekannt, aber möglicherweise auf einen Mangel an finanzieller Unterstützung aus Indien zurückzuführen. Im Rest von Amerika gründete er Studienkreise in Chicago, Washington, D.C., Newark, Manhattan, Kansas City, Philadelphia, Pittsburgh und Cleveland. Sie wurden Mecca Study Circle No. I (NYC), Koran Study Circle, Capital Study Circle No. 4 usw. genannt, wobei jeder Kreis einen islamischen Ort oder Bezug in seinem Titel verwendete. Es ist wahrscheinlich, dass sie Webb’s Werke und die von ihm vorgeschlagenen Werke studierten. Das letzte Treffen fand 1943 in Manhattan statt und wurde von seiner Tochter Aliyyah besucht.
Webb ist auch bekannt für seine Arbeit als Schriftsteller. Er schrieb zwei Broschüren über den Völkermord an den Armeniern aus muslimischer Sicht: The Armenian Troubles and Where the Responsibility Lies und A Few Facts About Turkey Under the Rule of Abdul Hamid II. Er wurde von Sultan Abdülhamid II. zum Ehrenkonsul der Türkei in New York ernannt. Webb zeigte dem Sultan seine Pläne für einen muslimischen Friedhof und eine Moschee und der Sultan lobte ihn dafür, aber diese Pläne wurden nie verwirklicht.
Von 1898 bis zu seinem Tod am 1. Oktober 1916 im Alter von 69 Jahren lebte er in Rutherford, New Jersey. Dort besaß und redigierte er die Rutherford Times. Er wurde auf dem Hillside Cemetery in Lyndhurst am Stadtrand von Rutherford beerdigt.